# Gualcince
Gualcince est une municipalité du Honduras, située dans le département de Lempira. La municipalité est fondée en 1840. Elle comprend 12 villages et 103 hameaux.

## Source de la traduction
- (en) Cet article est partiellement ou en totalité issu de l’article de Wikipédia en anglais intitulé « Gualcince » (voir la liste des auteurs).